# Karel Ignác Thám
Karel Václav Ignác Thám (4. listopadu 1763 Praha – 7. března 1816 Praha) byl český spisovatel a překladatel, starší bratr dramatika Václava Tháma.

## Život
Narodil se v rodině kuchaře Václava Tháma a matky Kateřiny, bývalé komorné hraběnky Valdštejnové.
V letech 1775–1780 navštěvoval gymnázium. Poté studoval filozofii, v níž dosáhl doktorátu.
Po studiích pracoval v Národní veřejné knihovně pražské (Bibliotheca nationalis bohemica) na katalogizaci staré české literatury, pravděpodobně se právě zde stal velkým vlastencem a bojovníkem za práva češtiny. Spolu s bratrem Václavem se intenzivně věnoval buditelské a literární práci.
Živil se nejprve jako soukromý učitel češtiny, francouzštiny a němčiny. Jelikož v Praze nezískal stálé místo učitele, zúčastnil se roku 1784 konkurzu na místo učitele češtiny ve Vídni, kde také neuspěl. Postupně střídal různá zaměstnání, např. redigoval s bratrem Václavem Schönfeldské c.k. pražské noviny, byl učitelem češtiny na gymnáziu v Brně (1800) a na Malé Straně (1802).
Později se mu nepodařilo získat trvalé zaměstnání, žil v bídě a onemocněl na tuberkulózu. Zemřel v nemocnici Milosrdných bratří na pražském Starém Městě. Protože zemřel bez majetku, "...mělo být tělo jeho v pytli vyveženo. Ale Dobrovský, který na Tháma z literárních příčin kdysi nevražil a na jeho díla ostrými kritikami dotíral, dověděv se o tom, postaral se o skromný, ale slušný pohřeb."
Karel Ignác Thám byl pohřben na I. olšanském hřbitovu. Dnes již nelze určit, kde se jeho hrob nachází.

## Dílo
Své dílo publikoval také pod pseudonymem Karel Hynek Thám.
- Svátek českého jazyka – báseň napsaná s bratrem Václavem Thámem
- Obrana Jazyka Českého proti zlobivým jeho utrhačům, též mnohým vlastencům v cvičení se v něm nedbalým a liknavým sepsaná – odůvodňuje potřebu češtiny a nabádá k jejímu studiu.
- Deutsch-böhmisches National lexikon
- Nejnovější ouplný česko německý slovník, aneb příhodný vejběrek slov k mluvení po česku atd. dle Veleslavínova Nomenclatora quadrilinguis zřízený
- Všeobecné naříkání na služebné děvečky zvlášť a na čeledíny vesměs

Dále překládal: přeložil některé hry Williama Shakespeara a Friedricha Schillera, kromě nich přeložil řadu drobných prací od méně významných autorů.

## Posmrtná připomínka
Pamětní deska Karla a Václava Thámů je umístěna v Praze, na domě ve Vodičkově ulici 41. Zde stával dům, kde oba bratři žili.

## Zajímavost
Původně byla za rodiště bratří Thámů považována Přelouč. Jednalo se však o shodu příjmení s jinou rodinou Thámů, která tam žila.